# Лентовский, Михаил Валентинович
Михаи́л Валенти́нович Ленто́вский (1848 — 11 [24] декабря  1906), русский артист драматического театра и оперетты, куплетист, режиссёр и антрепренёр.
Выступал в самых разнообразных ролях, начиная с Гамлета и кончая опереттами и водевилями. Под псевдонимом Можарова написал ряд водевилей и феерий.

## Биография
Родился Михаил Лентовский в семье бедного музыканта в Саратове в 1848 году, но точная дата его рождения неизвестна.  Сестра Анна Валентиновна (по мужу Кожина, по сцене — Рюбан, 1859-1942) - актриса, работала в Малом театре (1882-1883) и в антрепризах М.В.Лентовского.
Учился в Саратовской мужской гимназии. Познакомившись с Михаилом Щепкиным и при его содействии Лентовский переехал в Москву, поступил в Московское театральное училище, а затем, уже после смерти Щепкина, в 1865 году — в Малый театр.
Осенью того же года он отправился в провинцию: работал в театрах Орла, Казани, Саратова, Харькова, Одессы и др. (вплоть до 1873 года; служил в труппе П. Медведева, антрепризе Н. Дюкова). Играл самые разные роли, участвовал во множестве оперетт и водевилей. Дебютировал в Харьковском театре как режиссёр. Такие отпуски актёров в провинциальные антрепризы были в традициях Малого театра — молодых артистов отправляли поднабраться мастерства и сценического опыта, после чего они возвращались на императорскую сцену. В 1870 г. в его харьковскую труппу вступила Марья Гавриловна Подраменцова и, познакомившись с актёром труппы Н. Н. Савиным (настоящая фамилия Славич), здесь же вышла за него замуж и стала Марьей Гавриловной Савиной — так и вошла в историю русского театра.
В начале 1870-х годов Лентовский открыл в санкт-петербургской Новой Деревне собственный увеселительный сад «Кинь грусть».
15 августа 1873 года Лентовский заключил договор с Дирекцией императорских театров об исполнении опереточных ролей на сцене Малого театра. Однако опереточный репертуар сходил со сцен, всё более уступая место драматическому. Лентовский назначался, соответственно, на драматические роли.
Роли Лентовского:
- Риголяр в оперетте «Все мы жаждем любви» режиссёра С. Черневского
- Пикилло в оперетте «Перикола»

Роли на сцене Малого театра:
- Кудряш («Гроза»)
- Флорес («Фуэнте Овехуна» Лопе де Вега, 1876)
- Грациано («Венецианский купец» Шекспира, 1877)
- Дон Карлос («Дон Жуан» Мольера, 1877)
- Валентин («Фауст» И. В. Гёте, 1878)
- Герцог Букингемский («Ричард III» Шекспира, 1878)
- Клавдио («Много шума из ничего» Шекспира, 1880)
- Басманов («Борис Годунов» Пушкина, 1880)
- Тибальт («Ромео и Джульетта» Шекспира, 1881) и др.

Однако режиссура спектаклей Малого театра не устраивала молодого артиста, набравшегося опыта и мастерства в провинциальных труппах, и Лентовский сам принялся за постановки, используя для этого в первую очередь собственные бенефисы. В один вечер ставит «Наташу, купеческую дочь, или Жених-разбойник» Е. Воронова по А. Пушкину, комедию А. Плещеева «Нужда пляшет, нужда скачет, нужда песенки поет», оперетту Ж. Оффенбаха «Парижская жизнь» и водевиль В. Билибина «Спириты» (1876). В другой раз — «Цыганский табор» А. Андреева, для участия в котором приглашает в Малый театр опереточную актрису и исполнительницу цыганских романсов В. Зорину, что вызывает бурный успех у публики и негодование рецензентов — позже В. Зорину он будет привлекать к сотрудничеству и в дальнейшем.
Нарастал конфликт с дирекцией императорских театров. В результате:
В связи с преобразованием штатов и сокращением актерского состава Лентовский с собственного его согласия был уволен от службы в Малом театре 1 ноября 1882 (звание артиста императорских театров было за ним сохранено).
Лентовский решает создать собственный театр — ради этого им было отвергнуто даже заманчивое предложение занять должность оперного режиссёра Большого театра от директора императорских театров И. Всеволожского в 1882 г..
Весной 1877 года он принимает предложение возглавить летний театр при Артистическом кружке, находившийся в Семейном саду (Ботаническое отделение Зоологического сада). В его труппе артисты: О. Садовская, А. Аристова, С. А. Бельская, В. Зорина, А. Давыдов, В. Соломина и др., создал большой оркестр, хор и балет, пригласил декоратора парижского театра «Гранд-Опера» Левато.
Первый спектакль — «Дочь рынка, или Дочь мадам Арго» Ш. Лекока, 5 мая 1877), затем ставится буквально одна оперетта за другой. Его эстетика близка школе площадного театра, где властвуют общие гуляния, лёгкость и тёплые семейные отношения; его мечта народный театр, идущий от традиций скоморошества, но на высоком современном духовном уровне.
«Энергией этого исключительного человека было создано летнее театральное предприятие, невиданное нигде в мире по разнообразию, богатству и широте». — (Станиславский К. С., Собр. соч., т. 1, 1954, с. 75)
В дальнейшем Лентовский возглавил опереточную труппу театра Г. Солодовникова, которая выступала в здании театра на Большой Дмитровке. 5 мая 1878 года Лентовский взял в аренду театр и сад «Эрмитаж» на Божедомке. Над дверью его нового театра появилась надпись: «Сатира и мораль».
Постановки:
- «Птичками певчие» при участии З. Запольской
- «Камарго» и «Ласточка» Ш. Лекока
- «Мадам Фавар» и «Булочница-богачиха» Ж. Оффенбаха
- «Летучая мышь» И. Штрауса-сына и др.

Успех окрылил, и Лентовский перестраивает сад, ремонтирует театр и возводит ряд новых зданий. В 1882 году сотрудничавший с Лентовским в это время Франц Шехтель строит новый театр на воздухе, который Лентовский называет «Фантастическим» (позже — театр «Антей»).
Постановки:
- «Дикарка» (в роли Вари — М. Савина)
- «Женитьба Белугина» (в роли Елены — М. Савина)
- «Дама с камелиями» А. Дюма-сына (Маргарита Готье — М. Савина)
- Феерия «Дети капитана Гранта» (1881)
- Обозрение «Матушка-Москва», 1881.

Одновременно Лентовский организовывает летний драматический театр в Нижнем Новгороде (на гастроли приезжают Г. Федотова и М. Ермолова). В том же году арендует в Петербурге сад «Аркадия» для постановки оперетт.
5 ноября 1881 года он арендовал московский цирк Гинне и в наскоро переоборудованном помещении открыл Театр народных представлений «Скоморох», просуществовавший неполных два сезона.
Постановки:
- «Фрол Скобеев» Д. Аверкиева
- «Бедность не порок» А. Островского
- «Расточитель» Н. Лескова
- «Князь Серебряный» А. К. Толстого
- «Простушка и воспитанная» Д. Ленского
- «Доле-горе» Н. Потехина
- «Смерть или честь» Н. Полевого
- «Двумужница» А. Шаховского и др.

Но и это не всё. Его творческая фантазия неуёмна. Одновременно Лентовский занимается строительством Нового театра, открывшегося 29 декабря 1882 года. В труппе М. Писарев, В. Андреев-Бурлак, А. Глама-Мещерская и др. Ставятся пьесы А. Островского, И. Шпажинского, М. Салтыкова-Щедрина, позже — феерии и оперетты.
Л. поражал воображение зрителей грандиозностью постановок, новизной, необычностью эффектов, богатством декорационного оформления и костюмов, живописностью массовых сцен. О его постановках положительно отзывались А. Н. Плещеев, В. А. Гиляровский и др.
Несмотря на убытки и долги, Лентовский делает вторую попытку создания народного театра «Скоморох» (открытие состоялось 23 ноября 1886). За «нравственной поддержкой» обращается к Л. Толстому. Для театра «Скоморох» Л. Н. Толстой в 1886 году писал пьесу «Власть тьмы», однако пьесу к постановке не разрешила цензура (была поставлена в театре «Скоморох» только 26 октября 1895 года, когда запрет был снят).

В 1892 году Лентовский из-за отсутствия средств вынужден расстаться с «Эрмитажем», Новым театром, «Скоморохом» и прочими затеями. И к 1894 году разорился окончательно. 
Широкие замашки антрепренёра, постановка феерий и дорого стоящих гуляний в летних садах Москвы и Петербурга разорили Лентовского совершенно. 

Он много работает, гастролирует, старается собрать средства, играет сам и режиссирует. Но положение осложняет запрет на занятие антрепренёрской деятельностью, действовавший в отношении Лентовского после второго банкротства.
В 1898 году С. Мамонтов неожиданно приглашает его на должность главного режиссёра Московской частной оперы (постановки: «Сказка о царе Салтане», «Чародейка» Чайковского, «Хованщина»).
В 1902 году был приглашен на должность директора сцены в театр Н.И. Собольщикова-Самарина, но по причине разногласий не закончив сезона ушёл. Не оставлял попыток организации народных зрелищ и гуляний, обращаясь с прошениями, но разрешения от официальных властей так и не получил. К этому времени, по большей части, жил на пенсию, полагавшуюся ему как актёру императорских театров.
Лентовский — автор ряда обозрений-водевилей и куплетов; издал книгу очерков, лирических стихов и афоризмов «Перед закатом» (1905) и воспоминаний о Щепкине и Олдридже.
Одно из стихотворений Лентовского из книги «Перед закатом» называлось «Мы»:
Бегают людишки, точно муравьи,
 Стряпают делишки разные свои.
 Один другого давит. С улыбкой, не спеша...
 Желудок всеми правит. Нужда и власть гроша.
Умер Михаил Валентинович Лентовский 11 (24) декабря 1906 года в Москве. Похоронен на Ваганьковском кладбище (23 уч.).
В. А. Гиляровский написал книгу, посвященную артисту — «М. В. Лентовский».
Образ антрепренёра на пике его славы встречается в целом ряде произведений А. П. Чехова, (см. рассказ «Мамаша и г. Лентовский»).